# لبران (مصطلح)
لبران هو هو الاسم الشعبي الإندونيسي لعيدين إسلاميين رسميين: عيد الفطر وعيد الأضحى في إندونيسيا وهو أحد الأعياد الوطنية [الإنجليزية] الرئيسة في البلاد. تستمر عطلة لبران رسميًا لمدة يومين في التقويم الإندونيسي، على الرغم من أن الحكومة تعلن عادةً عن بضعة أيام قبل وبعد اللبران كعطلة مصرفية. ويحصل العديد من الأفراد أو العائلات، وخاصة المسلمين، على إجازة مدفوعة الأجر من أماكن عملهم خلال هذه الأيام.

## بعد لبران
بعد عدة أيام من عيد الفطر، عادةً ما يتم تمييزها بـ "آروس باليك" (موجات عائدة) أو "موديك ليباران" (عودة عيد الفصح إلى المنزل). يعود الناس إلى المدن التي يعملون بها من مدنهم الأصلية، ومثل عيد الفطر، فإنه يخلق هجرات مؤقتة ضخمة تتطلب كميات كبيرة من وسائل النقل للمسافرين وغالباً ما يؤدي إلى ازدحام مروري.

### حلال بالحلال
في إندونيسيا، هناك طقوس خاصة تسمى الحلال بالحلال . خلال هذه الفترة، يزور المسلمون الإندونيسيون كبار السن، أو في الأسرة، أو في الحي، أو في مكان عملهم، ويظهرون لهم الاحترام. ويمكن القيام بذلك أثناء عيد الفطر أو بعده بعدة أيام. عادة، يتم زيارة العائلة الأساسية والجيران في اليوم الأول من عيد الفطر، والأقارب الآخرين في اليوم التالي، والزملاء بعد أيام أو أسابيع من عودتهم إلى العمل. وسوف يسعون أيضًا إلى المصالحة (إذا لزم الأمر)، والحفاظ على العلاقات المتناغمة أو استعادتها.